# Пиво (фильм)
«Пиво» (англ. Beer) — американский кинофильм.

## Сюжет
У пивоваренной компании проблемы — стандартная реклама уже неэффективна, требуются какие-то новые идеи. Поступает предложение сделать рекламу ближе к потребителю, использовав в ней обычных людей. В этот момент подворачивается подходящий случай — трое друзей обезвреживают грабителя в своём любимом пивном баре. Компания заключает с ними контракт на участие в рекламе, после чего жизнь главных героев коренным образом меняется. Однако в конце концов они оказываются этому совсем не рады…

## В ролях
| Актёр            | Роль          |
| ---------------- | ------------- |
| Рип Торн         | Базз Бекмэн   |
| Лоретта Свит     | Би. Ди. Такер |
| Кеннет Марс      | Эпизод        |
| Дэвид Алан Грайр | Эпизод        |
| Уильям Расс      | Эпизод        |

## Съёмочная группа
- Продюсеры: Джеймс Д. Брубэйкер, Роберт Чартофф
- Композитор: Билл Конти
- Оператор: Билл Батлер
- Режиссёр: Патрик Келли